# Saint-Joseph-de-Kamouraska
Pour les articles homonymes, voir Saint-Joseph.
Saint-Joseph-de-Kamouraska est une municipalité de paroisse dans la municipalité régionale de comté de Kamouraska au Québec (Canada), située dans la région administrative du Bas-Saint-Laurent.

## Histoire
La paroisse est érigée canoniquement en 1922 et est nommée Saint-Joseph en l'honneur du premier curé Joseph Laforest. En 1924
L'église est construite en 1919. Le presbytère et la grange à dîme sont érigées en 1922. Cette grange servait à entreposer les animaux, le foin et les grains cultivés sur la terre ou reçus par la dîme. Elle obtient le statut de municipalité le 14 janvier 1924.
L'église, le presbytère et la grange à dîme ont été déclarés site du patrimoine par la municipalité en 2003.

## Géographie
La Rivière du Loup traverse la municipalité du nord-ouest vers le nord-est.
La Rivière aux Loutres y coule du sud-ouest vers le nord-ouest.
À partir du lac Morin, dans l'est, la rivière Fourchue traverse le sud-est de la municipalité.

## Démographie
| 1996 | 2001 | 2006 | 2011 | 2016 | 2021 |
| ---- | ---- | ---- | ---- | ---- | ---- |
| 412  | 415  | 402  | 418  | 391  | 398  |

## Administration
Les élections municipales se font en bloc pour le maire et les six conseillers.
| Saint-Joseph-de-Kamouraska Maires depuis 2001                                                                        |                            |         |          |
| Élection | Maire                      | Qualité | Résultat |
| 2001 | Sylvain Roy                |         | Voir     |
| 2005 | Sylvain Roy                | Voir    |          |
| 2009 | Sylvain Roy                | Voir    |          |
| 2013 | Aucun candidat à la mairie |         | Voir     |
| 2017 | Nancy St-Pierre            |         | Voir     |
| 2021 | Nancy St-Pierre            | Voir    |          |
| Élection partielle en italique Depuis 2005, les élections sont simultanées dans toutes les municipalités québécoises |                            |         |          |

## Galerie

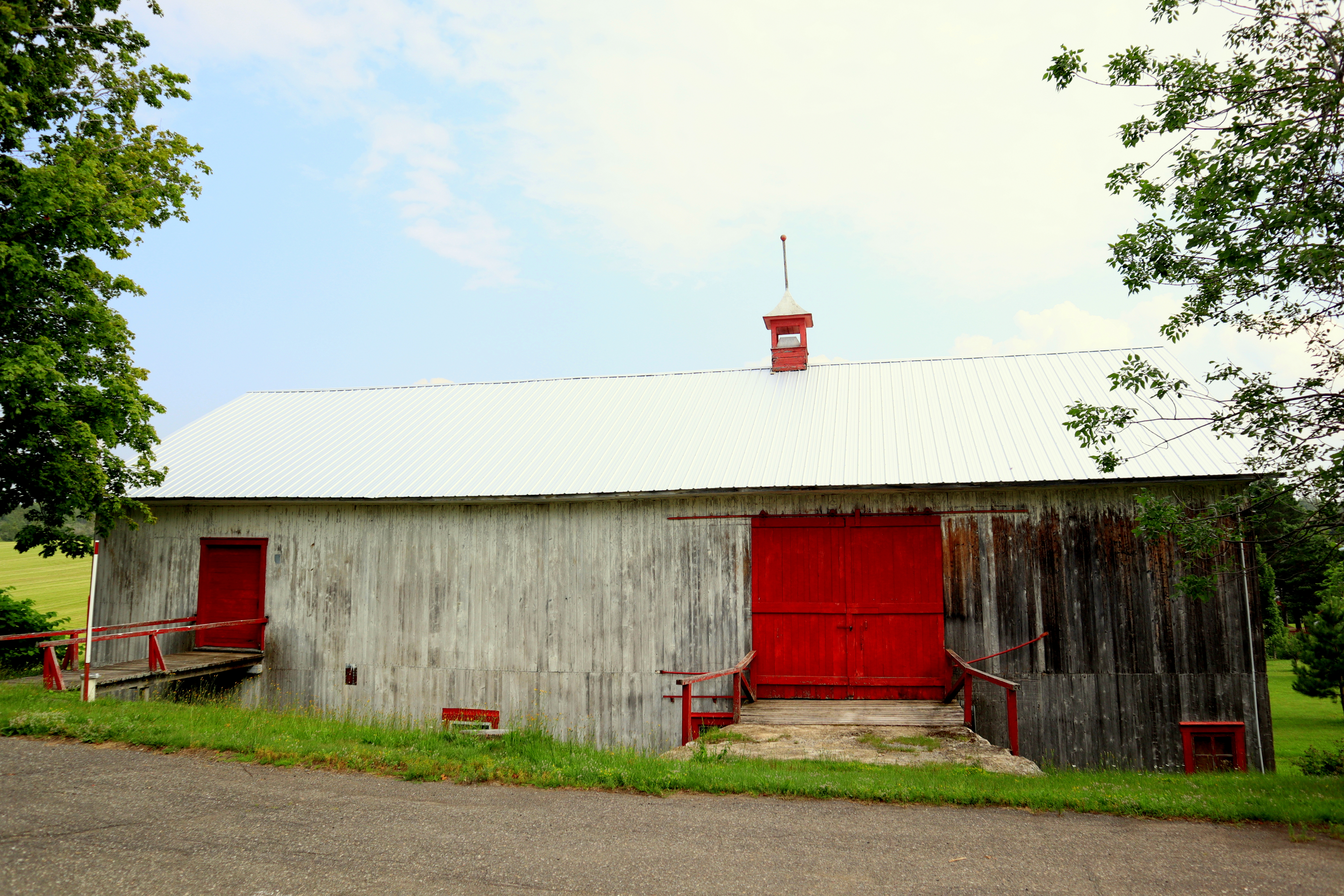
Grange à dîme
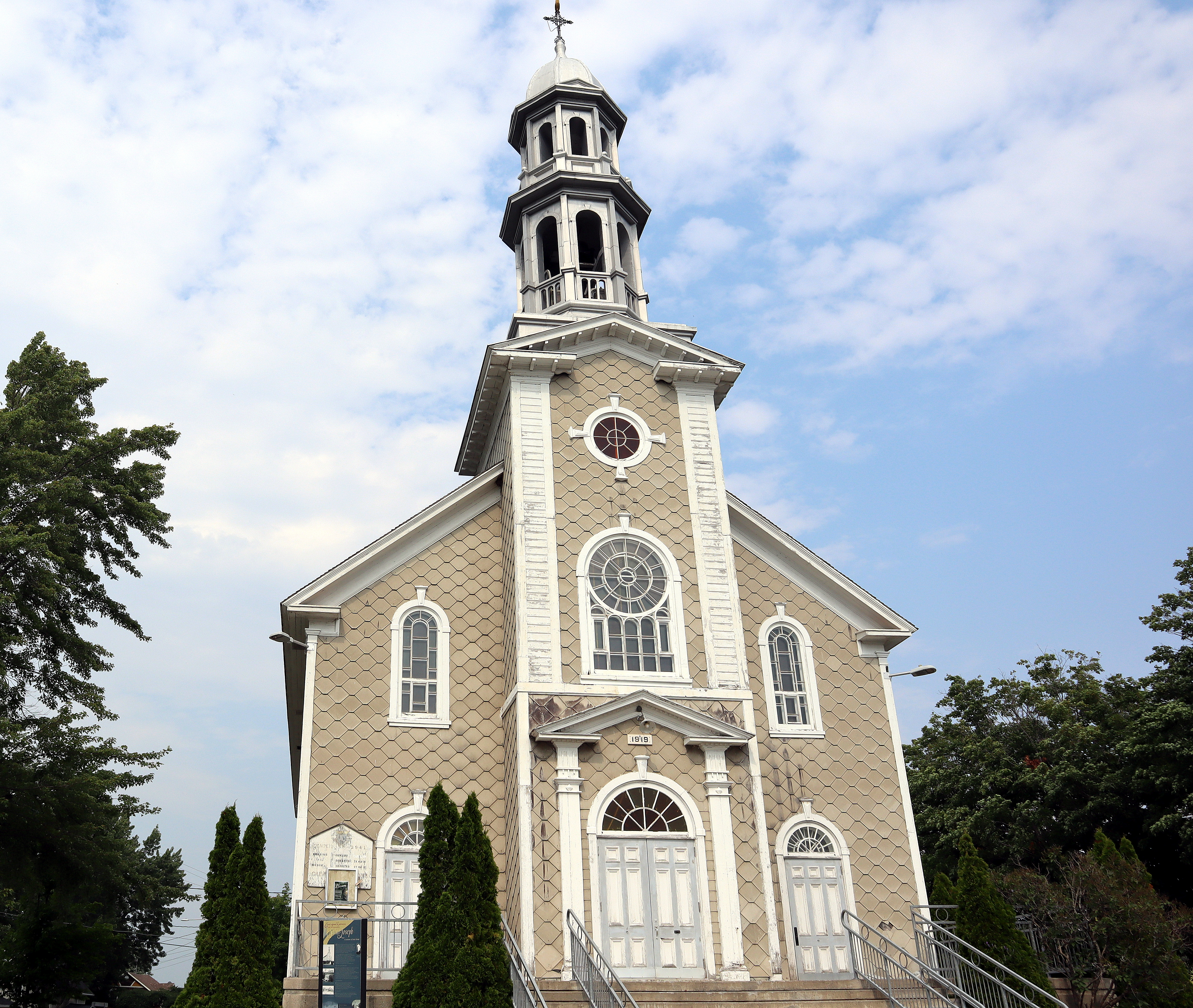
Église de Saint-Joseph-de-Kamouraska